# Cladocolea pedicellata
Cladocolea pedicellata là một loài thực vật có hoa trong họ Loranthaceae. Loài này được Kuijt mô tả khoa học đầu tiên năm 1975.